# Estado de la mancha de basura
El «Garbage Patch State – Wasteland» es una obra ambiental de Maria Cristina Finucci, a través de la cual la imagen concreta y tangible del estado de la gran mancha de basura, inventado por la artista, ha sido utilizada para generar conciencia de la dramática situación homónima, causada por la dispersión de desechos de plástico en los océanos. 
Wasteland es un proyecto transmediático patrocinado por el UNESCO y por el Ministerio del Ambiente italiano a través de un ciclo de instalaciones, performance, vídeos y otras iniciativas proyectadas por la artista al fin de crear la idea visual del estado del Garbage Patch. 

## Historia
El 11 de abril de 2013 en la Salle des pas perdus del cuartel general de UNESCO en París, Maria Cristina Finucci hizo el discurso de inauguración oficial de su nuevo Estado junto a la primera obra de arte del ciclo artístico Wasteland. Durante el evento presenciaron la Directora General y otras autoridades UNESCO.
Durante la Bienal de Venecia 2013, el Garbage Patch State tuvo su espacio expositivo como los otros estados. En el patio de la Universidad Ca’ Foscari de Venecia, miles de tapones de colores trepaban la muralla que circunda el antiguo palacio como si se fueran a tirar en la laguna.
El año siguiente el Garbage Patch State apareció en Madrid en ocasión de la feria internacional de arte ARCO. Aquí la artista proyectó junto a los estudiantes IED una instalación pública en Gran Vía. Ésta consistió en un «telo» constituido por botellas de plástico recicladas que contenían semillas de flores que se iluminaban con los flash de las cámaras.
Para la celebración del primer día nacional de su Estado, Maria Cristina Finucci inauguró en el museo MAXXI de Roma, la primera embajada del Garbage Patch State, a la presencia del Ministro del Medio Ambiente italiano.
Unos meses más tarde, el Garbage Patch State es huésped en el Secretariado de las Naciones Unidas en Nueva York con una nueva obra de arte impresionante. 
Entre los evento colaterales de la EXPO de Milán 2015, la artista creó la obra Vórtice, que fue comisionada por la Fundación Bracco y sigue siendo parte de su colección.
Durante la Level Bluemed Conference en Venecia, un misterioso animal formado de plástico, el Bluemedsaurus, invade la sala principal. Arrastrándose entre las masas de deshecho de plástico de todo el mundo, el monstruo llega a París para aparecer en frente de los jefes de Estado presentes en la Climate Conference COP 21.
El ciclo artístico Wasteland continua sobre la isla de Mozia (Trapani) con una instalación monumental que consiste en millones de tapones de plástico contenidos en grandes jaulas de metal. La estructura, vista desde lo alto, forma la palabra HELP.

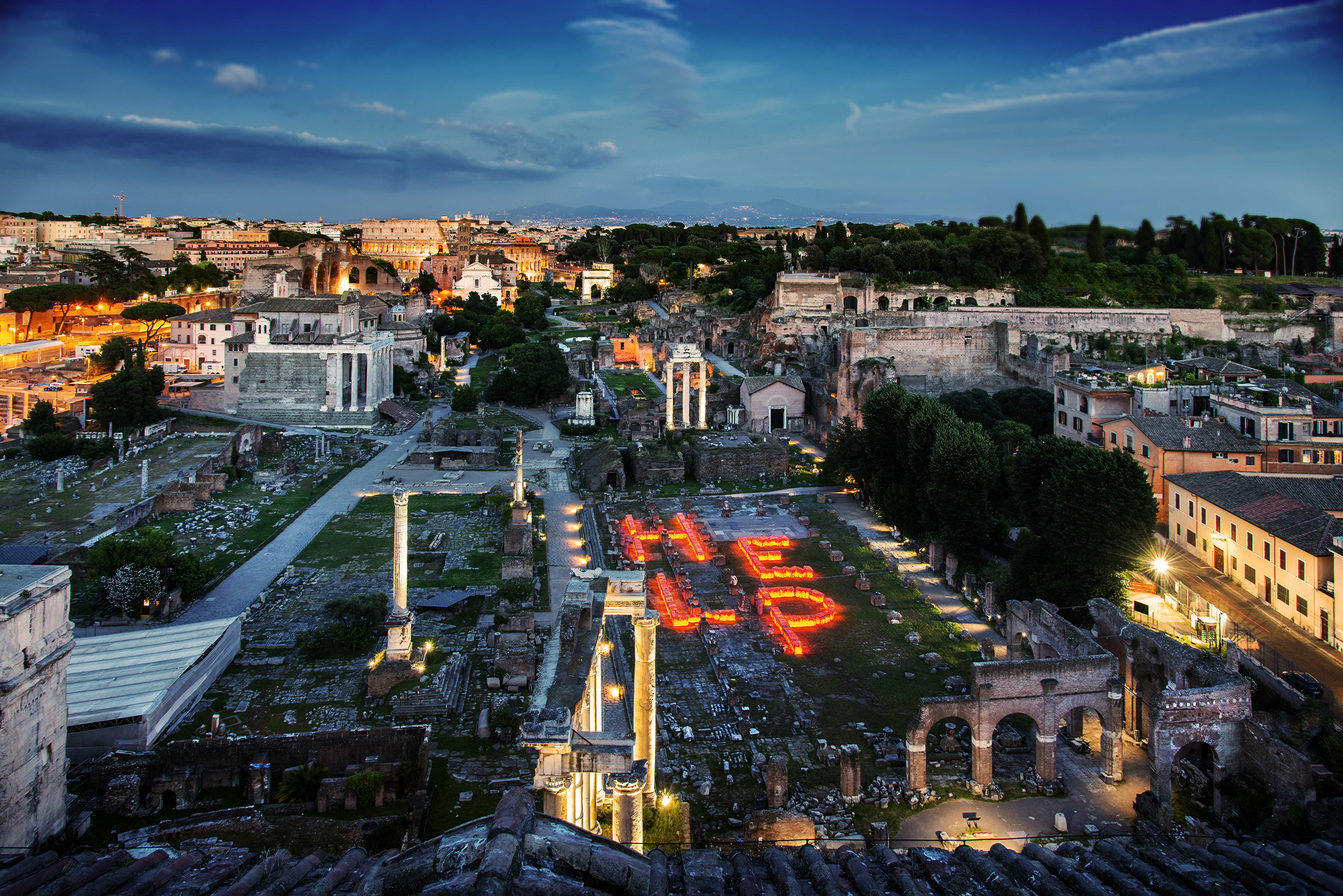
Instalación "HELP the ocean" en el Foro Romano, Roma

Otra maravillosa instalación HELP aparece en junio de 2018 en el Foro Romano, en Roma, como gira de ayuda hacia los millones de turistas que visitan ese lugar.

## Colaboraciones
En este proyecto artístico han colaborado instituciones académicas como la Universidad Ca’ Foscari de Venecia, las universidades de Roma “La Sapienza” y “Roma Tre” y el Instituto Europeo de Diseño de Madrid IED. El  partner principales del proyecto en Paris, Roma y Venecia ha sido Eni, mientras que para la instalación en Madrid hubo el apoyo de ENDESA. Enel y Enel X, junto a Maccaferri  han sido los patrocinadores técnicos del proyecto "HELP the ocean” en Roma, que vio también el apoyo de la Fundación Bracco. Ésta ha patrocinado también la obra “Vórtice” de Milán EXPO 2015. La Fundación “Terzo Pilastro” ha promovido la obra “HELP” en Mozia.

## Premios
- Premio Marisa Bellisario - “Mela d’oro” 2014.[10]

- Premio internacional “Civiltà dell’Acqua - Renzo Franzin” 2014.[11]

- Premio R.O.S.A. del Canova Club Edición XIV 2018 “por resultados obtenidos sin ayudas externas”.[12]

- Premio especial “Anima per il sociale” 2018.[13]

- Premiada por el Club UNESCO de Lucca en 2018 por la educación al desarrollo sostenible.[14]

- Premio a la innovación “Angi” 2018.[15]

## Documentales
La obra de Wasteland ha sido objeto de dos documentales hasta ahora: uno de Sky Arte y el segundo de BBC World Service, "Art from the Anthropocene".